# Eduardo Gutiérrez
Eduardo Gutiérrez Valdiva (ur. 17 stycznia 1925 inna podawana data to 2 września 1922) – boliwijski piłkarz, reprezentant kraju. Podczas kariery piłkarskiej występował na pozycji bramkarza.

## Kariera piłkarska
Podczas kariery piłkarskiej Eduardo Gutiérrez występował w klubie CD Ingavi. 

## Kariera reprezentacyjna
Eduardo Gutiérrez występował w reprezentacji Boliwii w latach 1947–1953. 
W 1947 roku po raz pierwszy wziął udział w Copa América na której Boliwia zajęła siódme, przedostatnie miejsce a Gutiérrez wystąpił w czterech meczach turnieju z Argentyną, Paragwajem, Peru i Chile. 
W 1949 roku po raz drugi wziął udział w Copa América na której Boliwia zajęła czwarte miejsce a Gutiérrez wystąpił w pięciu meczach turnieju z Chile, Brazylią, Peru, Paragwajem i Kolumbią.
W 1950 wziął udział w mistrzostwach świata, gdzie wystąpił w jedynym meczu z Urugwajem. 
W 1953 roku wziął udział w Copa América na której Boliwia zajęła szóste, przedostatnie miejsce a Gutiérrez wystąpił we wszystkich pięciu meczach turnieju z: Peru, Urugwajem, Brazylią, Ekwadorem i Paragwajem. Ogółem w latach 1947–1953 wystąpił w reprezentacji w 20 spotkaniach.